# Théo De Percin
Pour les articles homonymes, voir Percin.
Théo De Percin, né le 2 février 2001 à Tarbes, est un footballeur français, international martiniquais, qui évolue au poste de gardien de but à l'AJ Auxerre.

## Biographie

### En club
Né le 2 février 2001 à Tarbes, Théo De Percin débute le football au Séméac OF, avant d'évoluer au Tarbes PF. Son père Francis De Percin (en), formé au Paris Saint-Germain, est un ancien joueur puis entraîneur du club tarbais,,.
Après un bref passage à l'US Créteil-Lusitanos, Théo De Percin rejoint l'AJ Auxerre en 2014, puis signe son premier contrat professionnel en mars 2021,,. En 2024, il prolonge son contrat jusqu'en juin 2026 avec le club bourguignon. Après avoir joué plusieurs matchs de Coupe de France, il fait ses débuts en deuxième division le 17 mai 2024 contre l'US Concarneau (victoire 4-1). À la fin de la saison, l'AJA est sacrée champion de Ligue 2 2023-2024.
Lors de la saison 2024-2025, Théo De Percin profite de la blessure de Donovan Léon pour faire ses débuts en Ligue 1, le 5 janvier 2025, à La Meinau, contre Strasbourg. Lors de la journée suivante, Théo De Percin enchaîne avec une deuxième titularisation en Ligue 1 contre le LOSC. Auteur de cinq arrêts dont un sur penalty, permettant à son équipe de tenir le 0-0, il est élu homme du match,.

### En sélection
Éligible avec l'équipe de Martinique (dont son père est originaire), Théo De Percin est sélectionné par Marc Collat pour participer à la Gold Cup 2023 aux États-Unis et au Canada en juin 2023. Il honore sa première sélection en étant titularisé lors du deuxième match face au Panama (défaite 2-1) ; la Martinique est éliminée au premier tour.
En juin 2024, à la suite de la blessure de Robin Risser, Théo De Percin est appelé en tant que réserviste par Thierry Henry, pour intégrer l'équipe de France olympique qui participe aux Jeux olympiques d'été de 2024 à Paris. Les Bleus s'inclinent en finale face à l'équipe d'Espagne olympique ; Théo De Percin, qui n'a joué aucune match de la compétition (contrairement aux trois autres réservistes), est le seul de l'équipe à ne pas recevoir la médaille d'argent.

## Statistiques
| Saison                | Club                  | Championnat           | Championnat | Championnat | Coupe(s) nationale(s) | Coupe(s) nationale(s) | Total | Total |
| Saison                | Club                  | Division              | M.          | B.          | M.                    | B.                    | M.    | B.    |
| 2021-2022             | AJ Auxerre            | Ligue 2               | -           | -           | 2                     | 0                     | 2     | 0     |
| 2022-2023             | AJ Auxerre            | Ligue 1               | -           | -           | -                     | -                     | 0     | 0     |
| 2023-2024             | AJ Auxerre            | Ligue 2               | 1           | 0           | 3                     | 0                     | 4     | 0     |
| 2024-2025             | AJ Auxerre            | Ligue 1               | 2           | 0           | 0                     | 0                     | 2     | 0     |
| Total sur la carrière | Total sur la carrière | Total sur la carrière | 3           | 0           | 5                     | 0                     | 8     | 0     |

## Palmarès
- AJ Auxerre
  - Champion de France de Ligue 2 2023-2024